# 深海救難艇
深海救難艇(しんかいきゅうなんてい、英:Deep Submergence Rescue Vehicle、DSRV)は、海中で遭難・沈没した潜水艦の乗員を救助する専用の潜水艇である。

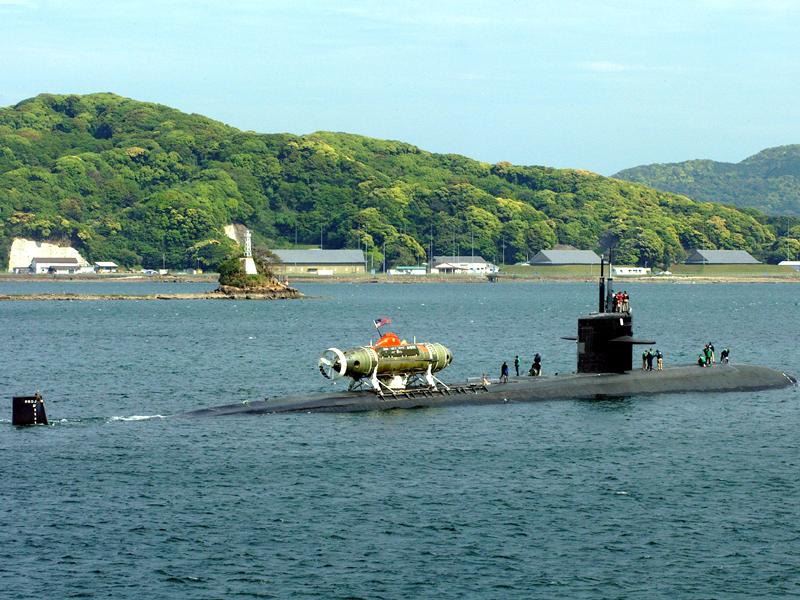
ロサンゼルス級原子力潜水艦「ラホーヤ」に搭載された深海救難艇ミスティックDSRV-1。パシフィック・リーチ2002に参加した2002年4月25日に佐世保港で撮影。

## 概要

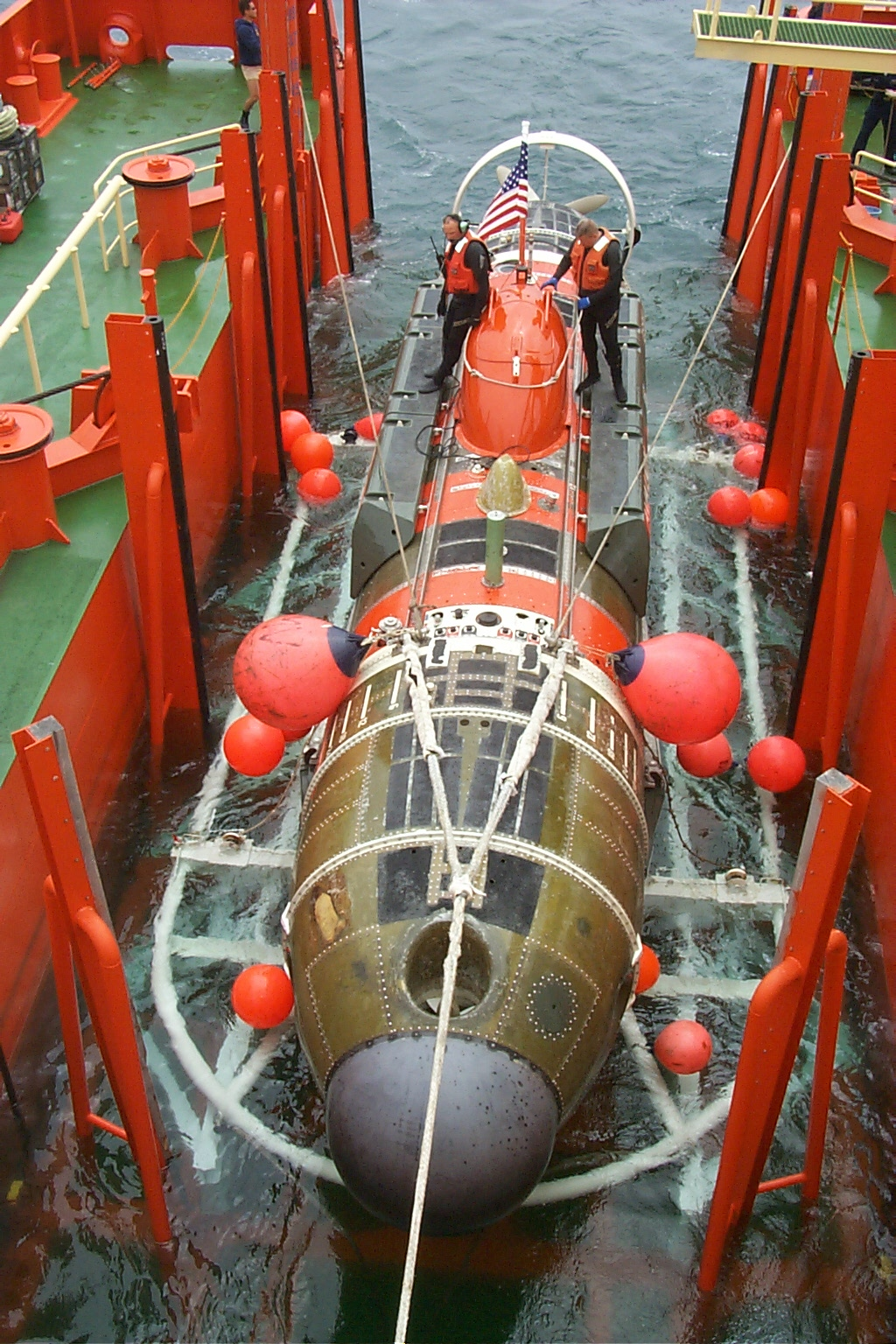
母艦から発艦するアヴァロンDSRV-2

深海救難艇は救難に特化した小型潜水艇であり、そのために必要な装備を持っている。潜水艦救難艦の装備の一部としてか、空輸の後に潜水艦や水上船舶に搭載されて、事故海域へ移動する。
潜水艦に対する救難手段を持つ事は、潜水艦乗員の士気を保ち、人命・人材や艦の喪失を防ぐために重要である。潜水艦事故に対する救難装備の調達には多くの費用と高い技術を要するため、潜水艦は保有していても自前の潜水艦救難艦・救難艇の保有は確認されていない海軍も多い。国際協力が行われることも多く、北大西洋条約機構（NATO）は独自に救難艦を持たない加盟国のために北大西洋条約機構潜水艦救助システムを構築している。平時に潜水艦が遭難した場合は、他国が上空や水上から捜索に加わるだけでなく、深海救難艇を搭載した潜水艦救難艦を派遣またはその準備をする場合もある。
アメリカ海軍では原子力潜水艦「スレッシャー」の事故にあたって深海の沈没潜水艦に対する救難手段の不足を痛感し、その整備に着手した。以前に主流であったレスキュー・チェンバーによる救助では、海底に吊り下ろす救助チェンバーから作業員が飽和潜水によって海中に出て、人力で救助活動を行っていた。この方法では沈没艦の正確な位置捕捉が不可欠であるうえ、飽和潜水には深度限界があり人員の加圧・減圧に時間がかかるため、事故に対する迅速な対応が不可能であった。このため救難装備を持つ深海潜水艇を開発した。海中での自由行動を可能とすることで、おおよその位置に潜航して海底を捜索できるようになった。艇内が常圧であるため加圧の必要がなく、迅速な救助活動も可能となった。
海中は深度に比例して水圧が高まる。アメリカ合衆国や日本の深海救難艇は相互に接続された三つの耐圧球からなり、これに外殻を張った複殻構造を持つ潜水艇である。前部耐圧球は乗員と操船設備からなり、中部耐圧球は下部に接続ハッチを持つスカートを備えた救難区画、後部耐圧球は機械室となっている。外部監視装置としてソナー、投光機、テレビカメラ、窓を備える他、必要に応じて障害物を除去出来る様にマニピュレーターを備えることもある。推進用のプロペラに加えハッチに正確に接近・接合するために前後左右にスラスターを持ち微妙な位置調整が可能となっている。機関は蓄電池により電動モーターで駆動する。移動は可能であるが低速で、広範囲の捜索には向かない。
深海救難艇は海中で遭難艦を捜索し、発見するとまず艇体下部のスカートと遭難艦の専用ハッチを接合（メイティング）する。スカート内部を減圧・排水した後に深海救難艇と遭難艦のハッチを開いて通路を形成し、遭難艦の人員を深海救難艇に移乗させる。負傷者は担架に載せられたまま移乗させ、その作業には深海救難艇の救難作業員と遭難艦の健康な乗員が行う。一度に全員を収容できない場合は、深海救難艇が支援艦と遭難艦の間を往復して遭難艦の乗員を救助する。深海救難艇は各国で整備されているが、その接合方法は共通とされている。これは任務の性質上、必ずしも自国艦との接舷のみを行うとは限らないためである。このため潜水艦の上部甲板には救難ハッチの位置を明示する塗装がなされている。これは隠密行動を主とする潜水艦における塗装の例外となっている。
DSRVは小型であるが故に単体での活動時間は短く、広域捜査を行なうには母艦との連携が不可欠となる。また自艦の活動時間や安全潜航深度の限界、遭難艦の傾き具合によっては接合そのものが不可能になるなど制約も多い。そのため米国や英国では活動に融通がきく無人潜航艇（ROV）との組み合わせによる救難態勢を整備している。

## 国際救難
大西洋では、NATO諸国が北大西洋条約機構潜水艦救助システムという、救難艇を共同利用する体制を構築している。
2000年から太平洋周辺の潜水艦を運用する国家の合同救難演習として、西太平洋潜水艦救難訓練（Exercise Pacific Reach、パシフィック・リーチ演習）が不定期で行われている。2000年の第一回はシンガポール、2002年の第二回の「パシフィック・リーチ2002」は日本がホスト国で東シナ海（カンファレーションなどは長崎県佐世保市）で行われた。第三回の「パシフィック・リーチ2004」は韓国の済州島沖で開催され、日本、アメリカ、韓国、オーストラリア、シンガポールの5カ国が参加した。ただし、DSRVを運用している国は日米韓3カ国のみで、オーストラリアは潜水艦のみ、シンガポールは艦艇を派遣する予定だったが、最終的に人員のみの参加となった。オブザーバー派遣国はカナダ、チリ、中国、フランス、インド、インドネシア、マレーシア、タイ、イギリス、ベトナムの10カ国に達した。第四回はオーストラリアのフリーマントル沖合いで2007年に開催された。
海上自衛隊は第一回から第四回まで、全ての演習にDSRV搭載の潜水艦救難艦他の自衛艦を派遣している。第一回ではアメリカ海軍の救難装置が海上自衛隊の潜水艦「あきしお」SS-579から乗員を収容している。第二回では掃海母艦「ぶんご」を第2掃海隊群から借り受けて総指揮艦とし、各国の連絡士官も同乗。潜水艦救難艦「ちはや」、潜水艦「あきしお」、あめ型護衛艦2隻（海域警戒）、掃海艇 2隻（機雷用ソナーによる沈底潜水艦の捜索訓練）、SH-60J哨戒ヘリコプター 2機（艦艇間の人員輸送用）、MH-53E 1機（陸上との人員輸送用）を参加させた。本訓練中は、東シナ海が非常に時化た為、艦尾のAフレームクレーンでDSRVを出す方式の韓国海軍は全ミッションを実施できない中、方式は違うものの水中発着式の海上自衛隊とアメリカ海軍のDSRVは全ミッションを成功させた（ハッチを開けないソフトメイトの指示にもかかわらず、ハッチを開けるハードメイトまでおこなった回もあった）。第三回では潜水艦救難母艦「ちよだ」と潜水艦「ふゆしお」SS-588が参加し、「ちよだ」搭載のDSRVが韓国海軍の209型潜水艦「チェ・ムソン」SS-063（崔茂宣）に接合し、乗員3名の救出を実演している。パシフィック・リーチ演習では遭難艦へ接合できず救難に失敗する国も出る中、海上自衛隊は優秀な成績を示し、その救難能力は世界でトップレベルと評価されている。
また大西洋ではNATO主催で潜水艦救難演習Bold Monarchが開催されており、2008年にはロシア海軍を加えて14カ国（米、英、伊、蘭、加、独、土、仏、露、イスラエル、ウクライナ、ギリシャ、ノルウェー、ポーランド）が参加した。2008年演習は5月26日から6月6日にかけて北海で開催され、ロシア海軍の救難艦「チトフ」（RFS Titov）搭載のDSRV AS-34がオランダ海軍の潜水艦「ドルフィン」（HNLMS Dolfijn S-808）とノルウェー海軍の潜水艦「ウートハウグ」（HNoMS Uthaug S-304）から乗員救難を実演している。

## 各国の深海救難艇

### アメリカ合衆国

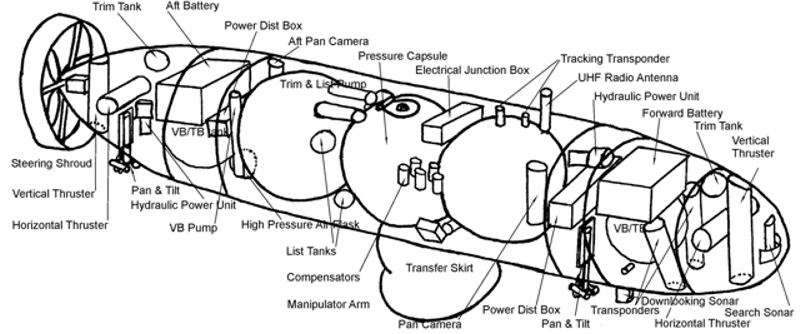
DSRVの内部構造の模式図

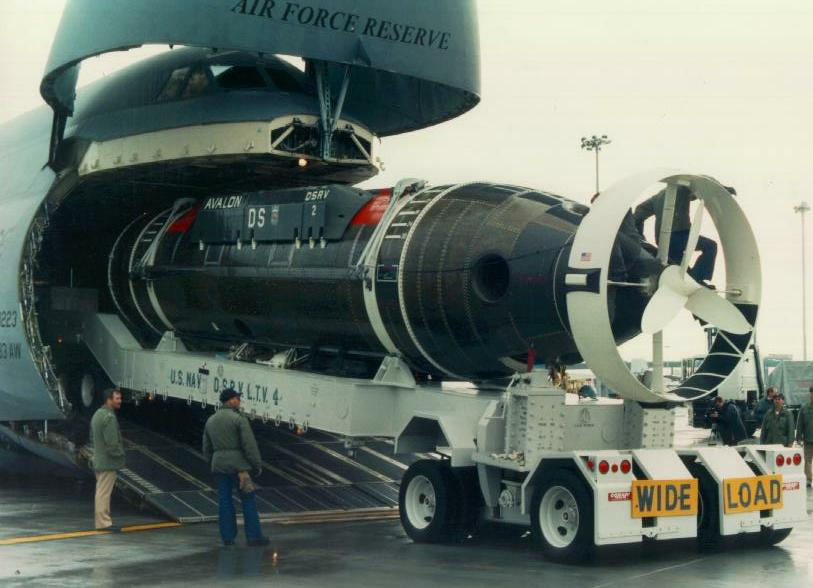
C-5で輸送されるアヴァロンDSRV-2

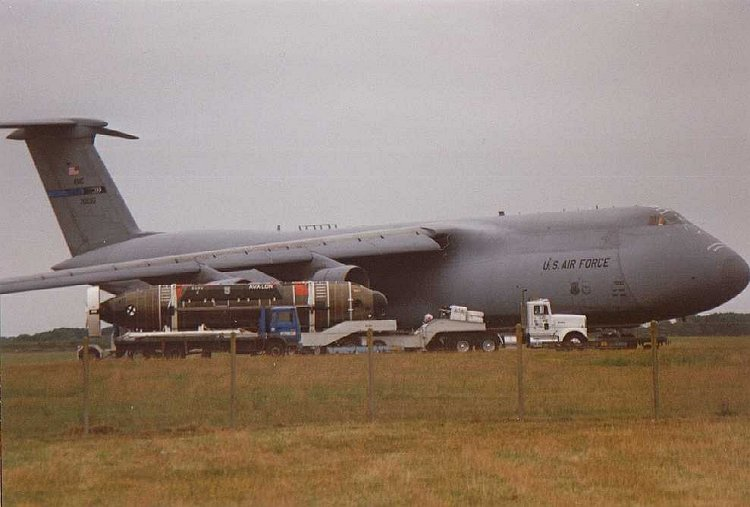
フランスのブレスト空港に到着し、C-5A輸送機からカードトラックによって運び出される深海救難艇アヴァロンDSRV-2。1999年7月撮影

アメリカ海軍では4隻の深海救難艇（DSRV）と4隻の支援母艦による救難態勢を計画したが、予算の関係で2隻態勢となり太平洋と大西洋沿岸の基地にDSRVとピジョン級潜水艦救難艦のペアを一隻ずつ配備した。ピジョン級は双胴で船体間に渡された幅広の甲板を作業甲板としてDSRVを運用した。その後ピジョン級は廃され、事故現場近くまでアメリカ空軍のC-5輸送機によりDSRVを空輸し、攻撃型原子力潜水艦のセイル後方の救難ハッチ上方に設置したラックに背負い式(ピギーバック)にDSRVを搭載し事故現場に向かう方法に改められた。
2000年10月、アメリカ海軍はMystic DSRVを基にした有人深海救難艇と支援船を加圧式救難モジュールと呼ばれる有索式無人潜水機を基にした潜水艦救難潜水再加圧システム（SRDRS）への転換を始めた。
DSRVは遭難艦と救難潜水艦との間を往復して乗員を救助する。救難母艦は可能であれば遭難艦の至近にまで接近し往復の時間を節約する。米国のDSRVは下部のスカート以外に突起物のない細長い魚雷形をしており、最後部にはシュラウドに囲まれた推進プロペラが取りつけられている。船体は塗装されておらず素材の色に由来する暗い灰色をしている。スカートとプロペラシュラウドは白く塗装されている。
DSRVは潜水艦事故に迅速に対応するために設計されており、航空機、船、または特別に設定された攻撃型原子力潜水艦によって輸送できる。現場ではDSRVは母艦と共に救助にあたり、潜航してソナーによる捜索後、沈没した潜水艦のハッチに接舷する。最大24人の遭難艦乗員を移送できる。またDSRVは遭難艦の救出ハッチ付近を清掃するためのアームとそれに結合されたグリッパー、およびケーブルカッターも備えている。グリッパーは1,000ポンド(450kg)の重量を持ち上げることができる。
アメリカのDSRVは1963年に起きた原子力潜水艦「スレッシャー」の沈没事故を契機に開発された。スレッシャーはレスキューチェンバーの限界深度を越える深度で沈没したため全ての救助手段は失われ、乗員は全員死亡している。DSRVプロジェクトはロッキードミサイル&スペース社による深海救難潜水艇の一番艇を1970年までに開発する契約であった。
- 配備艇
  - ミスティック(Mystic) DSRV-1　（稼働状態）
  - アヴァロン(Avalon) DSRV-2　（非稼働状態）
- 支援母艦
  - ピジョン(Pigeon) ASR-21　（退役）
  - オルトラン(Ortolan) ASR-22　（退役）

- 仕様
  - 建造: Lockheed Missiles and Space, Co., Sunnyvale, California, USA
  - 主機関: 電動モーター、銀・亜鉛蓄電池、一軸推進、15軸馬力(11kW)、各7.5馬力(6kW)のスラスター四基
  - 全長: 49フィート(15m)
  - 舷長: 8フィート(2.4m)
  - 排水量: 38トン(38.61メートル・トン)
  - 速度: 4ノット(7km/h)
  - 最大深度: 5,000フィート(1,524m)
  - ソナー: 捜索用、及び航行用
  - 乗員: 操縦員二名、救難員二名、24人までの乗員

### 旧ソ連/ロシア
旧ソ連ではインディア級として知られる940型救難用潜水艦を1978年に2隻建造、それぞれに潜航深度2,000mの1837型、または1837K型DSRVを2隻搭載している。1837型の外観は極太の円筒形船体の中ほどに置かれた小さなセイルが特徴である。940型救難潜水艦は海軍の予算不足から既に退役している。
また1980年代後半にはエルブラス級潜水艦救難艦2隻が就役した。エルブラス級はレスキュー・チェンバーの他、潜航深度2,000mの1832型DSRVを搭載する大型の救難艦である。一番艦は既に退役し、現在は二番艦アラゲズのみが運用されている。1832型はインディア級に搭載されていたDSRVとは外形が大きく異なり、水上高速型潜水艦を思わせる艦首と艇体後方に配置された大きめのセイルが特徴である。
旧ソ連/ロシアのDSRVは赤白の縦縞模様に塗装されている。
プリズ級深海救難艇
プリズ級（1855型）深海救難艇は1986年から1991年にかけて4機が建造された。
2005年8月に発生した訓練中の浮上不能事故については、下記の深海救難艇#AS-28浮上不能事故を参照のこと。
乗員は4人で、最大20人まで収容できる。全長13.5mで全高5.7mである。排水量は55 m³で潜水時は110 m³である。最大深度は1000mである。チタン製の耐圧殻を持つ。最高速度は3.7 knots (6.9 km / h)である。最大120時間分の空気の供給量が搭載される。軍用船舶のBesterと似ている。
AS-26、AS-28、AS-30、AS-34の四隻が、05360型、または05361型救難艦に二隻ずつ搭載されて運用されている。1855型は1837型や1832型とは異なる外観を持っており船体中ほどに配置された大きめのセイルが特徴である。
2004年に4機に対する近代化が計画された。最初の改修は2億4000万ロシア・ルーブルで次の機体は2億ルーブルかかる。
AS-28は事故の後、2005年～2008年にかけてen:Krasnoye Sormovo Factory No. 112でテレビカメラやマニピュレータや10mm径の金属製のロープを切断出来る切断装置や水中溶接機、等を搭載する近代化改修を行った。

### 日本

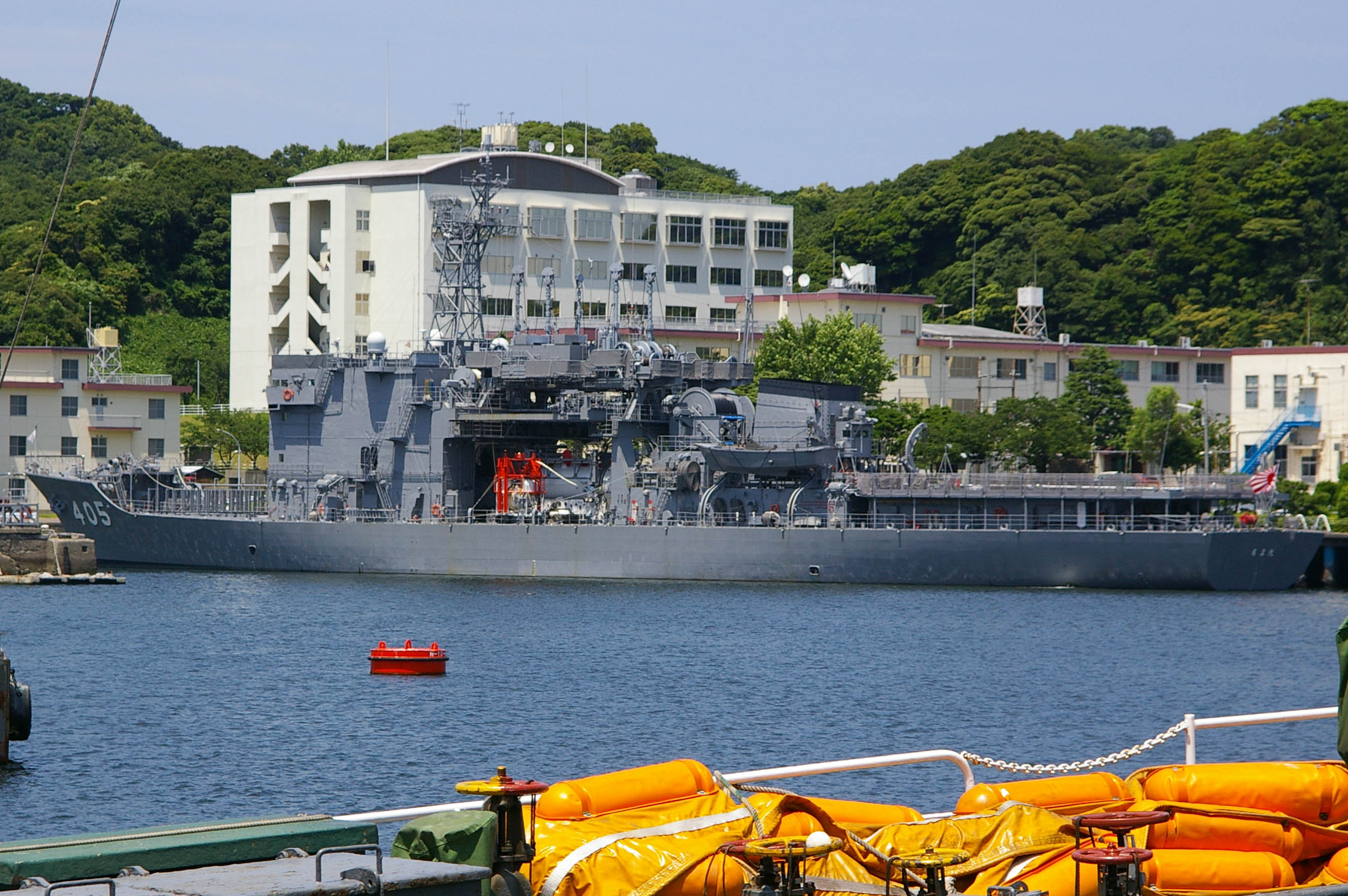
潜水艦救難母艦 AS-405「ちよだ」

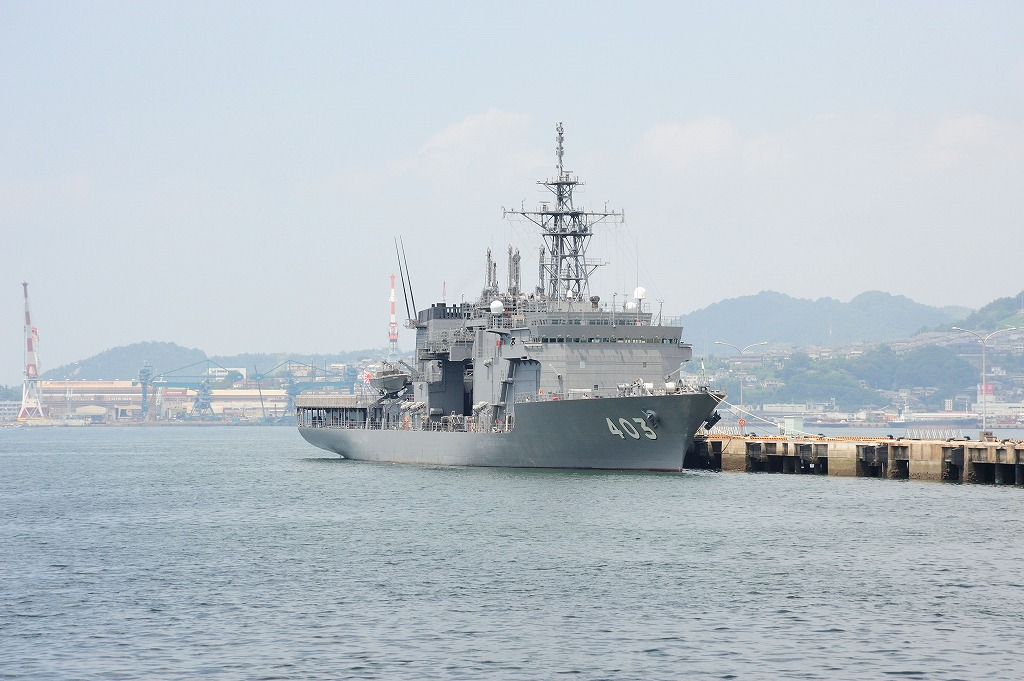
潜水艦救難艦 ASR-403「ちはや」

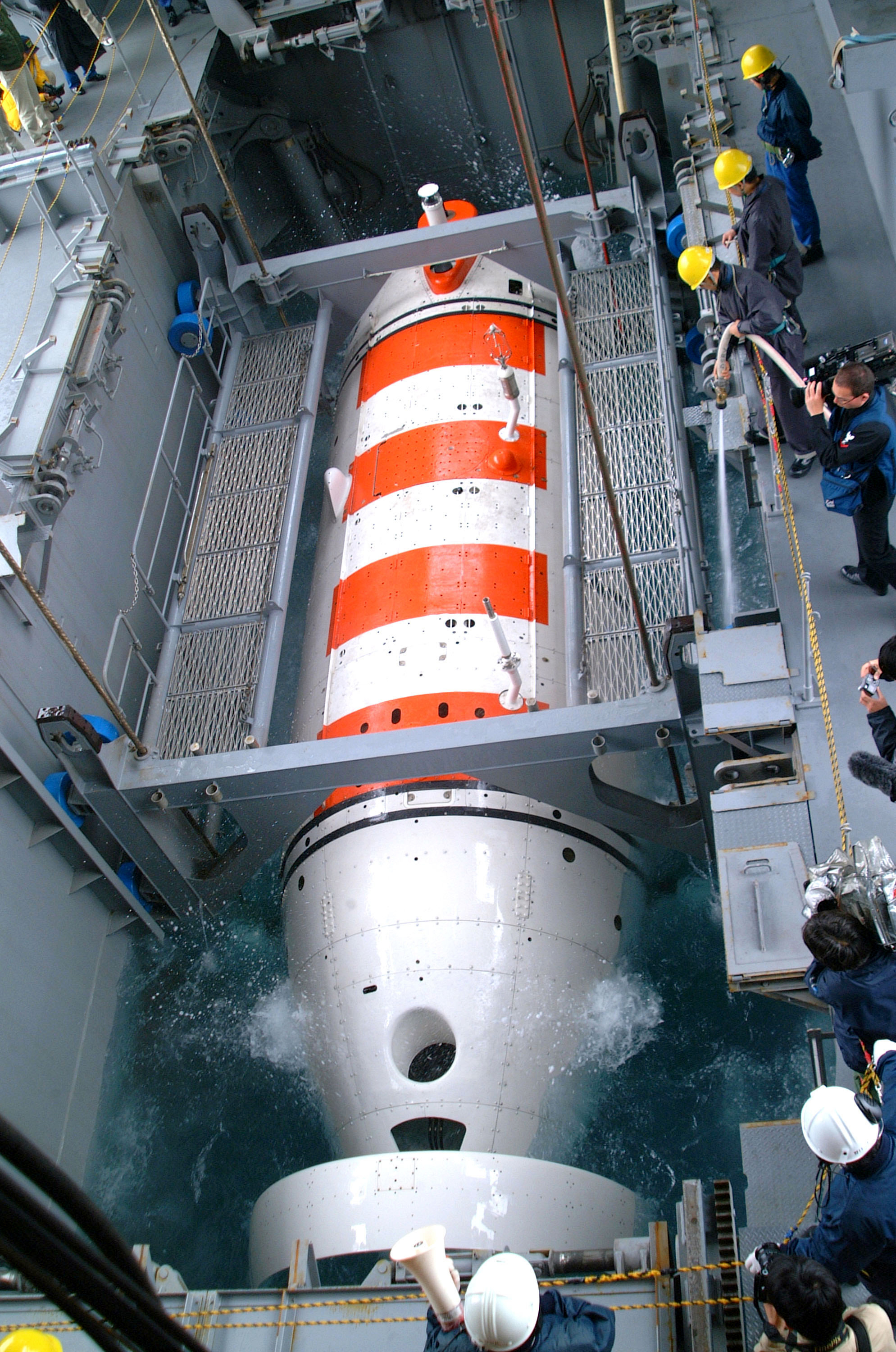
「ちよだ」に収容されるDSRV

海上自衛隊では早くから潜水艦救難艦の整備に着手し、最初の潜水艦「くろしお」SS-501が米国から貸与された1955年（昭和30年）から5年後の1960年（昭和35年）にはレスキュー・チェンバー方式の初代「ちはや」ASR-401が建造された。1970年（昭和45年）には「ふしみ」ASR-402を配備している。その後の深海救難艇の整備にあたって、まず救難実験艇「ちひろ」を1975年（昭和50年）に建造。各種の実験を行った後、潜水艦救難母艦「ちよだ」AS-405が1985年（昭和60年）に、潜水艦救難艦「ちはや」（二代目）ASR-403が2000年（平成12年）に竣工した。いずれも母艦と同名のDSRV一隻を搭載しており、救難艦を三井造船玉野造船所が、DSRVを川崎重工神戸造船所が建造している。
「ちよだ」は潜水艦救難機能のほか、潜水艦を支援する母艦機能を持ち、補給機能及び潜水艦一隻の乗員に相当する80人分の休養設備を持つ。このため新しく潜水艦救難母艦という艦種が造られ、艦番号がAS-405となった。続く二代目「ちはや」では母艦機能が縮小されたため艦名から「母艦」が無くなり、純粋な潜水艦救難艦となった。このため艦番号は「ふしみ」ASR-402につづくASR-403となっている。なお「ちはや」は阪神・淡路大震災の教訓から医療設備の充実が図られている。また両艦とも再圧室、減圧室を持ち、飽和潜水や大気圧潜水服によるダイバーの大深度潜水作業にも対応できる。搭載するDSRVは個艦名を持たず母艦と同じ艦名で呼ばれている。ただし建造順に一号艇、二号艇と呼称することもあるようだ。ただし、母艦の収納方法が異なる（前後が逆になる）などのため、母艦を入れ替えての運用は不可能であり、この点で「おおすみ」型輸送艦とLCACとの関係と違うので、あくまで「母艦の艦載艇」扱いである。両艇とも基本設計は同じだが建造時期に15年の開きがあるため細部の改訂が行われている。DSRVは白く塗装されているが上面のみは赤白の横縞模様に塗られている。日本のDSRV特有の装備として、潜水艦とのメイティングハッチ周囲に電磁石を持ち、この電磁石で仮止めを行って引きつけるという工夫がある。
「ちよだ」、「ちはや」（二代目）とも船体中央に位置する大型構造物内にDSRVの揚収設備を持ち、DSRVは船体下部の開口部(センター・ウェル)から直接海中に吊り降ろされて発進し、救助に向かう。救難母艦は海上での位置保持のために艦首と艦尾にサイドスラスターを備え、DPS(Dynamic Positioning System)により艦位を一定位置に保持可能となっている。DPSの副次的な効果として、船体の揺動が著しく小さくなると言う物がある。センターウェルからの揚収が不可能な場合、舷側からDSRVを揚収する機能を母艦は持っている。また、「ちはや」ではセンターウェル下部に「蓋」を装備し、速度の向上を実現している。
潜水艦救難艦は高度な海中作業機能と飽和潜水支援機能を持つため、本来の救難活動の他に海中作業を伴う多くの任務に当てられている。なかでも「ちよだ」は1990年（平成2年）に貨物船ノーパルチェリー号と衝突し沈没したカツオ漁船「第八優元丸」の潜水調査を行い、1992年（平成4年）は青森県三沢市沖に米軍が緊急投棄した航空爆弾を捜索。2002年（平成14年）には「ちはや」が、ハワイ沖で米原潜「グリーンヴィル」に衝突され沈没した漁業実習船「えひめ丸」の引き上げを支援している。えひめ丸引き上げ支援では、実際に引き上げを行った米国海軍への支援や海中での遺品捜索のために「ちはや」搭載艇は百数十回の潜航を行っている。
- 潜水艦救難母艦「ちよだ」AS-405
  - 基準排水量:3,650t
  - 全長:113m
  - 全幅:17.6m
  - 機関:ディーゼルエンジン2基、2軸推進、11,500馬力
  - 速力:17kt
- 潜水艦救難艦「ちはや」ASR-403
  - 全長:128m
  - 全幅:20m
  - 機関:ディーゼルエンジン2基、2軸推進、19,500馬力
  - 速力:21kt

2018年3月に就役した潜水艦救難艦「ちよだ」搭載用の深海救難艇は川崎重工業神戸工場で製造され、2017年9月4日に着水式が行われている。

### 韓国
韓国では張保皐級潜水艦の整備に伴って、潜水艦救難艦「清海鎮」を建造した。同級はLR5K型DSRV一隻を搭載している。同級はイギリスのLR5型DSRVの設計を元にしていると言われている。また、イギリスから新たに新型のDSRVを購入する計画がある、と伝えられている。

### 中国
中国では大江級潜水艦救難艦を三隻整備している。同級は二隻のDSRV(7103型DSRV、4隻配備されているが常時2隻が使用可能な状態で維持されている)を搭載している。このほか大浪級（922型潜水艦救難艦1975年11月-現役、6隻）、大東級（946型潜水艦救難艦 1970年代末-現役、4隻）、上海級(？)の潜水艦救難艦が就役している。大江級は「長興島」(北救121)、「崇明島」(東救302)、「永興島」(南救506)からなるが2003年に艦番号が改められ北救121は861、東救302は862、南救506は863となった。
2009年には、イギリス製LR5 潜水艦救助システムを発展させたDSRV LR71機を配備。2010年には926型潜水艦救難艦 の海洋島が引き渡され、2012年に劉公島、長島の2隻が進水した。

### イギリス

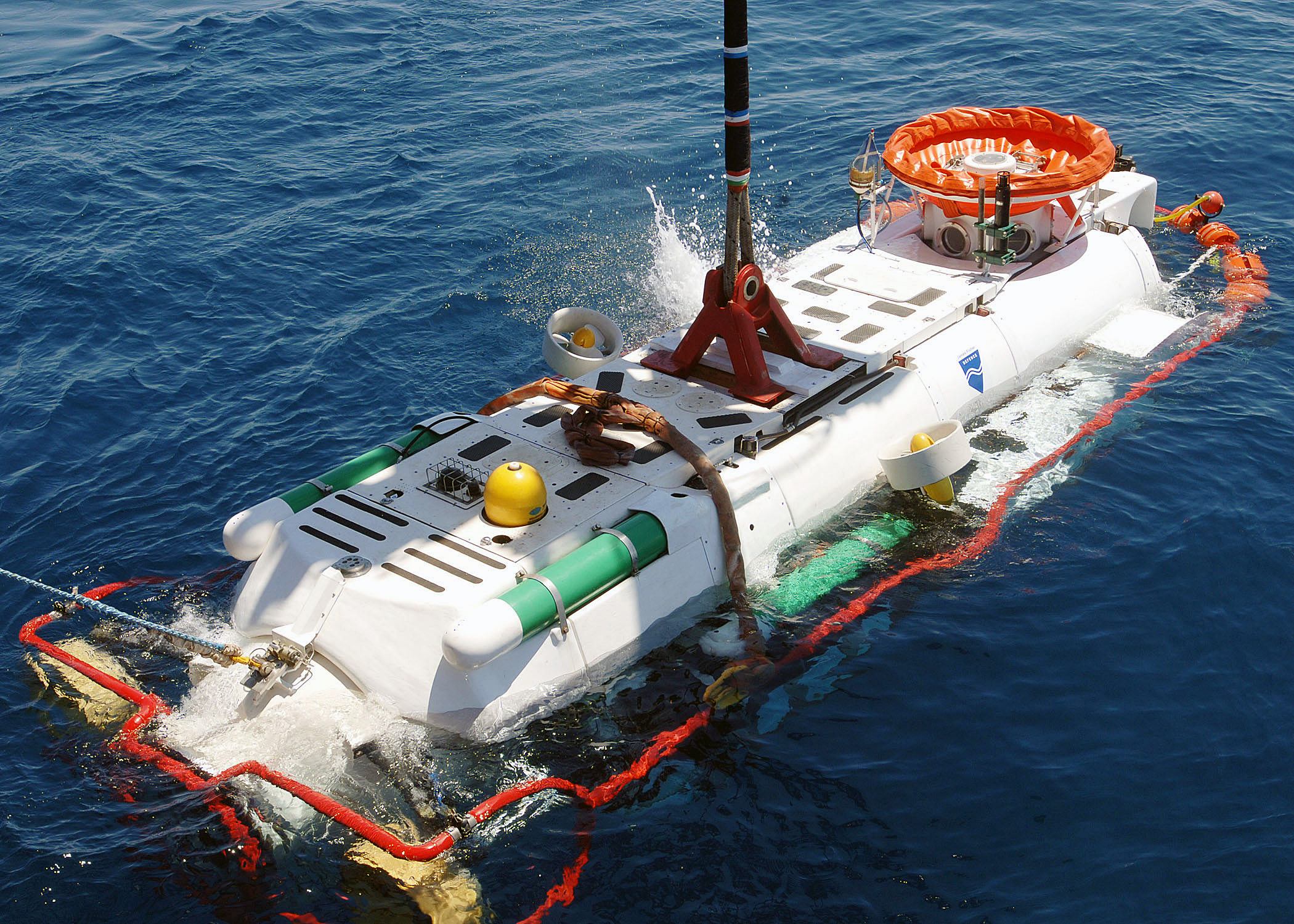
LR5 救助機がフィンランドの砕氷船 MSV FENNICAからクレーンで降ろされる様子

イギリスは独自にLR3、LR5を運用していたが、現在は新たにNATO構成国と共同で北大西洋条約機構潜水艦救助システムを運用している。

### NATO
以前は潜水艦保有国が独自に救難艦を運用していたが現在では共同で北大西洋条約機構潜水艦救助システムを運用している。イギリスのスコットランドのクライド海軍基地を拠点とする。

## 使用された例

### AS-28浮上不能事故

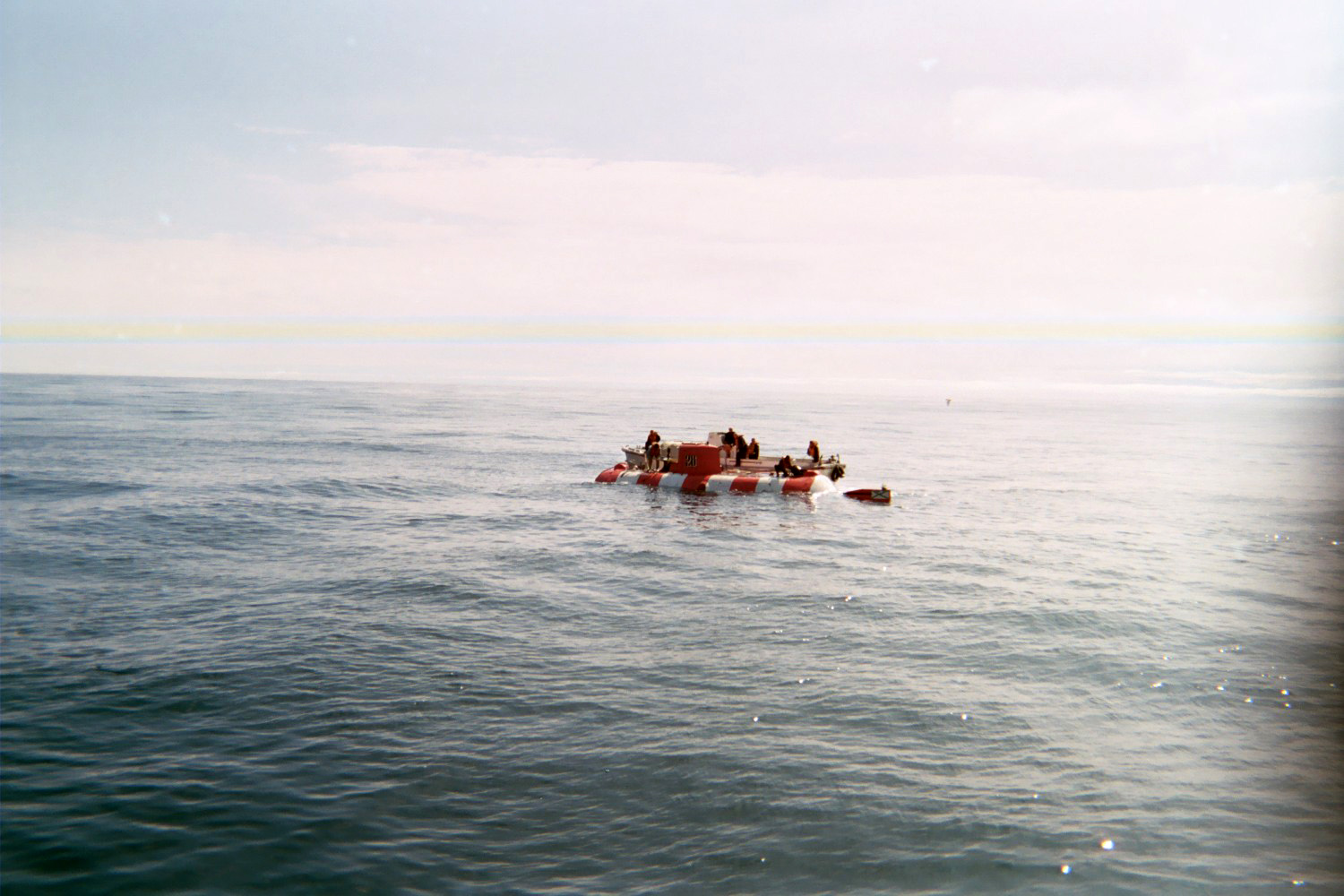
事故から生還したロシア海軍の深海救難艇AS-28。2005年8月7日撮影。

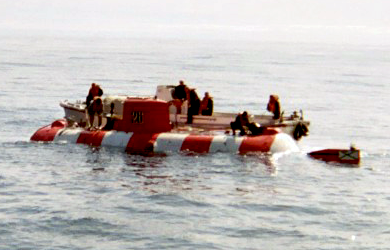
浮上したAS-28

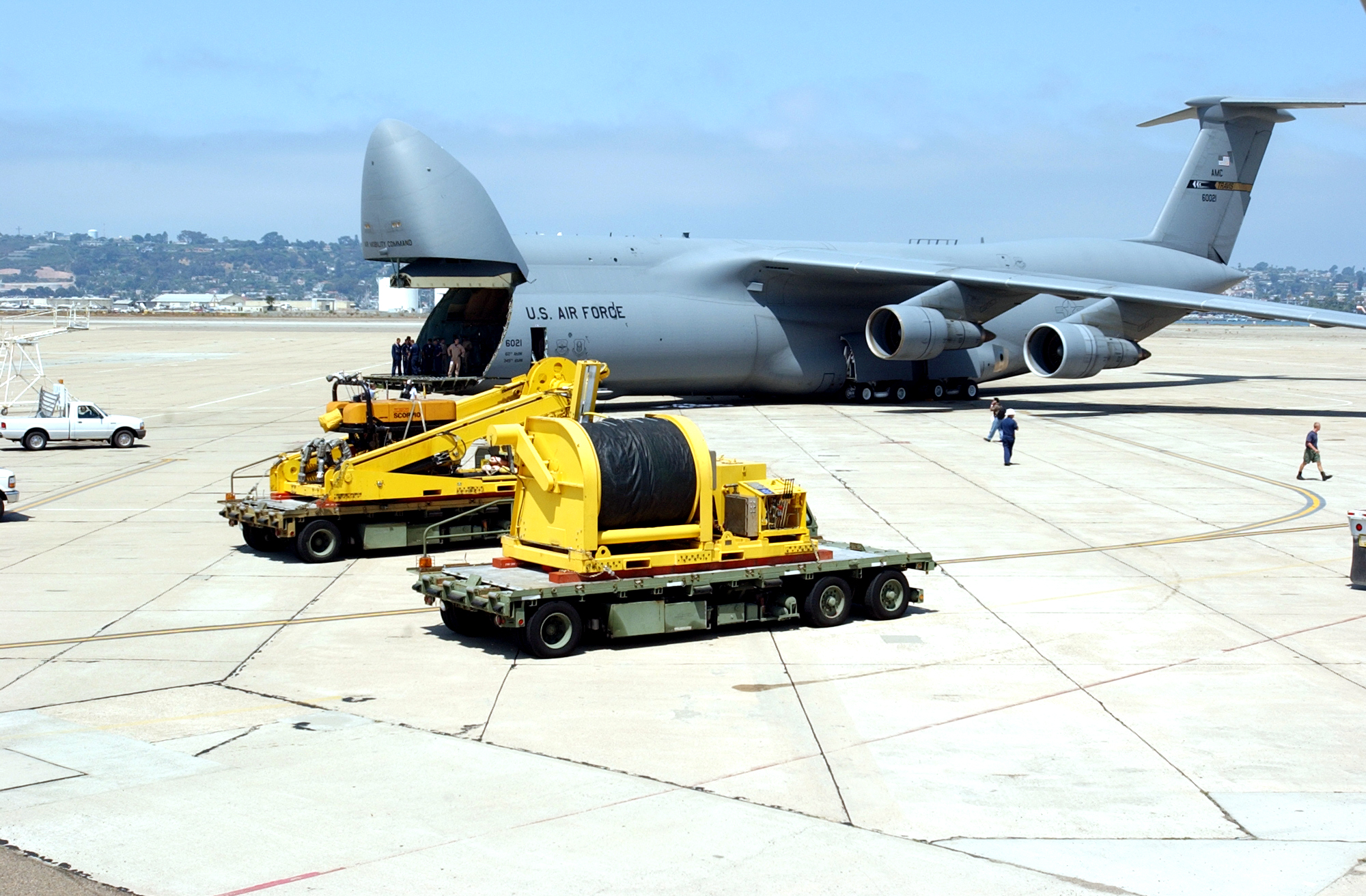
AS-28救出のためC-5に搭載される米海軍のスーパースコーピオ

ロシア海軍太平洋艦隊に所属するプリズ級（1855型）深海救難艇「AS-28」は、2005年8月4日、カムチャッカ沿岸のBeresowaja湾の南東70km深度180mに乗員7人で潜行時に、古い魚網に絡まり身動きが取れなくなった。プリズ級の詳細については上記（プリズ級深海救難艇）を参照のこと。
原潜「クルスク」の事故時とは異なり、ロシア海軍は他国へ救援を求めた。イギリス、アメリカが無人探査機を空輸し、日本は救難艦を含む4隻の艦船を現場へ向かわせた。8月7日早朝、最初に到着したイギリス海軍の無人探査機「スコーピオ」が鋼線を切断することによって障害物を取り除いた。同日午前5時26分 (CET)、AS-28は自力で浮上し、乗員は全員無事だった。
AS-28は2008年1月14日、修復と近代化がKrasnoye Sormovoの工場で施された。
日本は、事故発生の翌日8月5日にロシア海軍から救出を依頼され、海上自衛隊は国際緊急援助隊派遣法に基づき直ちに自衛艦の派遣を決定、命令から一時間後の12:00には横須賀基地から「ちよだ」が現地に向けて出動した。最終的には掃海母艦「うらが」、掃海艇「ゆげしま」、掃海艇「うわじま」を含む四隻の艦隊が、事故現場であるペトロパブロフスク・カムチャツキーの沖合いに派遣されている。
この事故では、自衛艦隊が現地に到着する前に空輸により先に現地に到着したイギリスの無人探査機の作業によって遭難艇が自力浮上に成功して全員が生還したため、自衛艦隊は8月7日15:00をもって救難活動を終了して、帰港した。この事例は海上自衛隊における初の国際救難任務となった。
一方で専守防衛の日本国憲法のもと、海上自衛隊の潜水艦は日本近海を行動範囲としており、その潜水艦を救難するための潜水艦救難艦もまた近海を行動範囲として設計・建造されている。そのため航行速度は決して速くなく、遠洋の遭難事故に対応するために迅速に進出することができない。このことは時間の制約が大きく、迅速な展開が求められる潜水艦事故への対応に課題を残す結果となった。
なお、浮上不能に陥ったAS-28と、救難に向った「ちよだ」の搭載艇は、潜水艦と接合し乗員を移乗することができる深海救難艇（DSRV）であるが、この事故でイギリスとアメリカが投入したスコーピオは遠隔操作式で、人が乗り込めない遠隔操作無人探査機（ROV）である。

## 登場作品

### 映画
『レッド・オクトーバーを追え!』
『原子力潜水艦浮上せず』
『ハンターキラー　潜航せよ』
『エヴァンゲリオン新劇場版』

### 漫画
『D-LIVE!!』